# Minčo Dimov
Minčo Dimov (in bulgaro Минчо Димов?; Sofia, 4 gennaio 1940 – 7 settembre 2006) è stato un cestista bulgaro.

## Carriera
Con la Bulgaria ha disputato i Giochi olimpici di Città del Messico 1968 e cinque edizioni dei Campionati europei (1961, 1963, 1965, 1967, 1969).